# 美丽河镇
美丽河镇，是中华人民共和国内蒙古自治区赤峰市元宝山区下辖的一个乡镇级行政单位。

## 行政区划
美丽河镇下辖以下地区：
公格营子村、西六家村、四家村、新安屯村、前美丽河村、后美丽河村和青山村。